# Atab
Atab – według Sumeryjskiej listy królów dziesiąty władca sumeryjski należący do tzw. I dynastii z Kisz, który panować miał przez 600 lat.